# MONATIO
МОНАТІО (скорочення від фр. Mouvement National — «Національний рух») — націоналістична політична група, що існувала в останні дні Кхмерської республіки. У квітні 1975 р. група привітала вступ червоних кхмерів до Пномпеня і потрапила у міжнародну фото- та кінохроніку Журналісти помилково прийняли їхні прапори за символіку «червоних кхмерів», і цю помилку було повторено багаторазово, у тому числі в короткометражній «чорній комедії» «День народження Пол Пота».
Цілі та склад групи маловідомі. Її очолював Хем Кет Дара, син міністра внутрішніх справ режиму Лон Нола. За повідомленням свідка подій Франсуа Поншо , група складалася з кількох бойовиків, одягнених у чорне, а також кількох студентів, які 17 квітня 1975 р., у день вступу у Пномпень «червоних кхмерів», привітали їхній вступ та публічно залякували населення. За його твердженням, групу очолював Хем Кетх Дара, а за групою стояв Лон Нон, брат поваленого диктатора Лон Нола.
Нородом Сіанук пізніше зняв про події 1975 р. фільм під назвою MONATIO. Згідно з фільмом, полпотівці були сильно роздратовані тим, що їх вітала така сумнівна організація, схопили її членів і стратили. Пізніше «червоні кхмери» заявили, що MONATIO являла собою змову, організовану ЦРУ проти революційного руху.